# Sätra friidrottshall

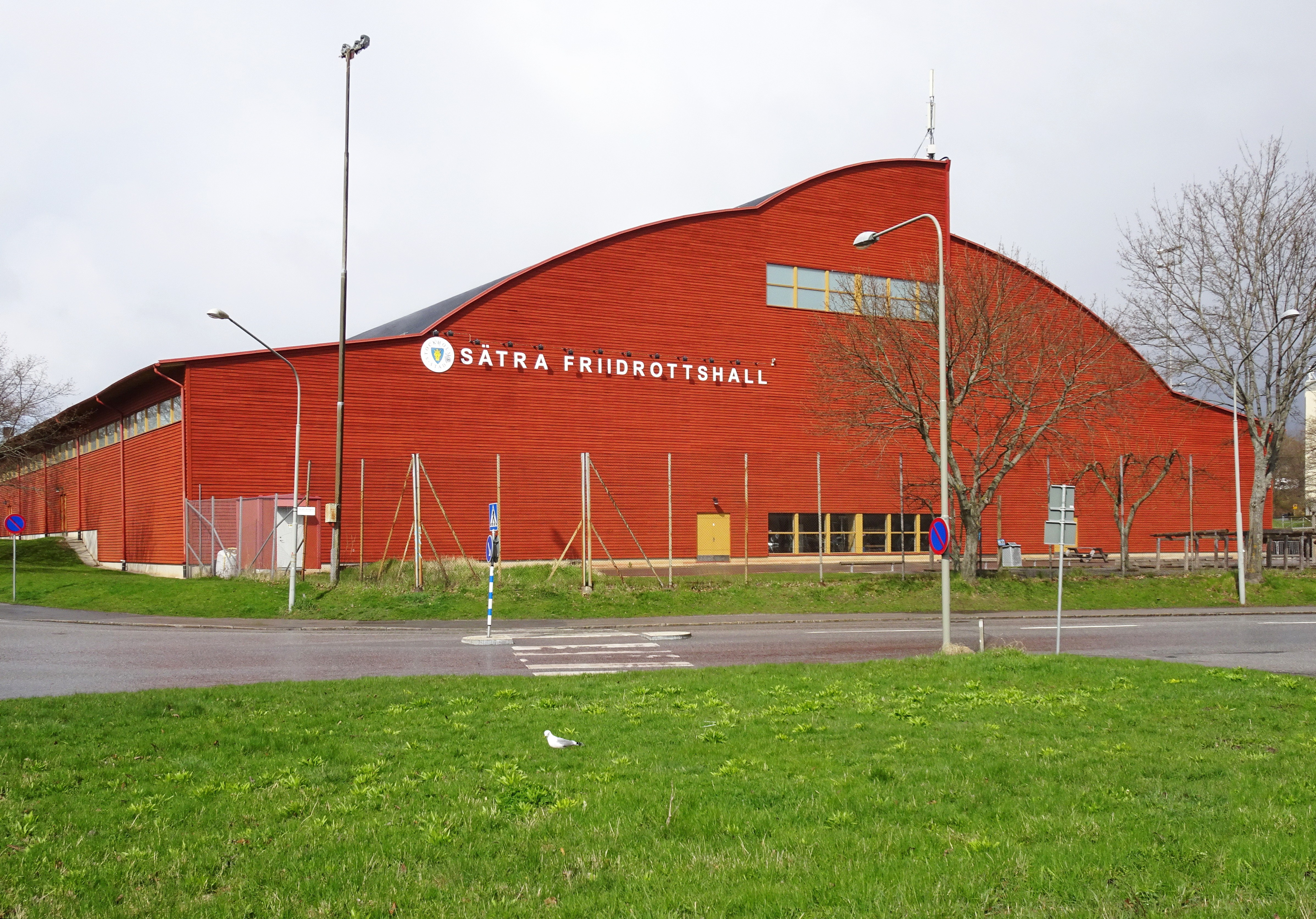
Sätra friidrottshall 2016.

Sätra friidrottshall är en kommunal inomhusarena vid Björksätravägen 2 i stadsdelen Bredäng nära gränsen till Sätra i södra Stockholm. Hallen invigdes 1998 och drivs av Stockholms friidrottsförbund. Hallen är den enda i kommunen som är anpassad efter ungdomstävlingar i friidrott.

## Bakgrund
I samband med Stockholms ansökan för Sommar-OS 2004 konstaterade staden att det saknades en större hall för badminton. Man kom så småningom fram till att en sådan hall skulle kunna uppföras vid Sätra idrottsplats. Här fanns redan en ishall som kunde användas för uppvärmning vid eventuella OS-tävlingar. Den nya hallen skulle iordningställas som en friidrottshall och lätt kunna anpassas till tävlingsarena för badminton i samband med OS. Byggandet av en badmintonhall och i viss mån även Eriksdalsbadet påskyndades då det ansågs viktigt att visa att förberedelserna redan var igång.

## Beskrivning

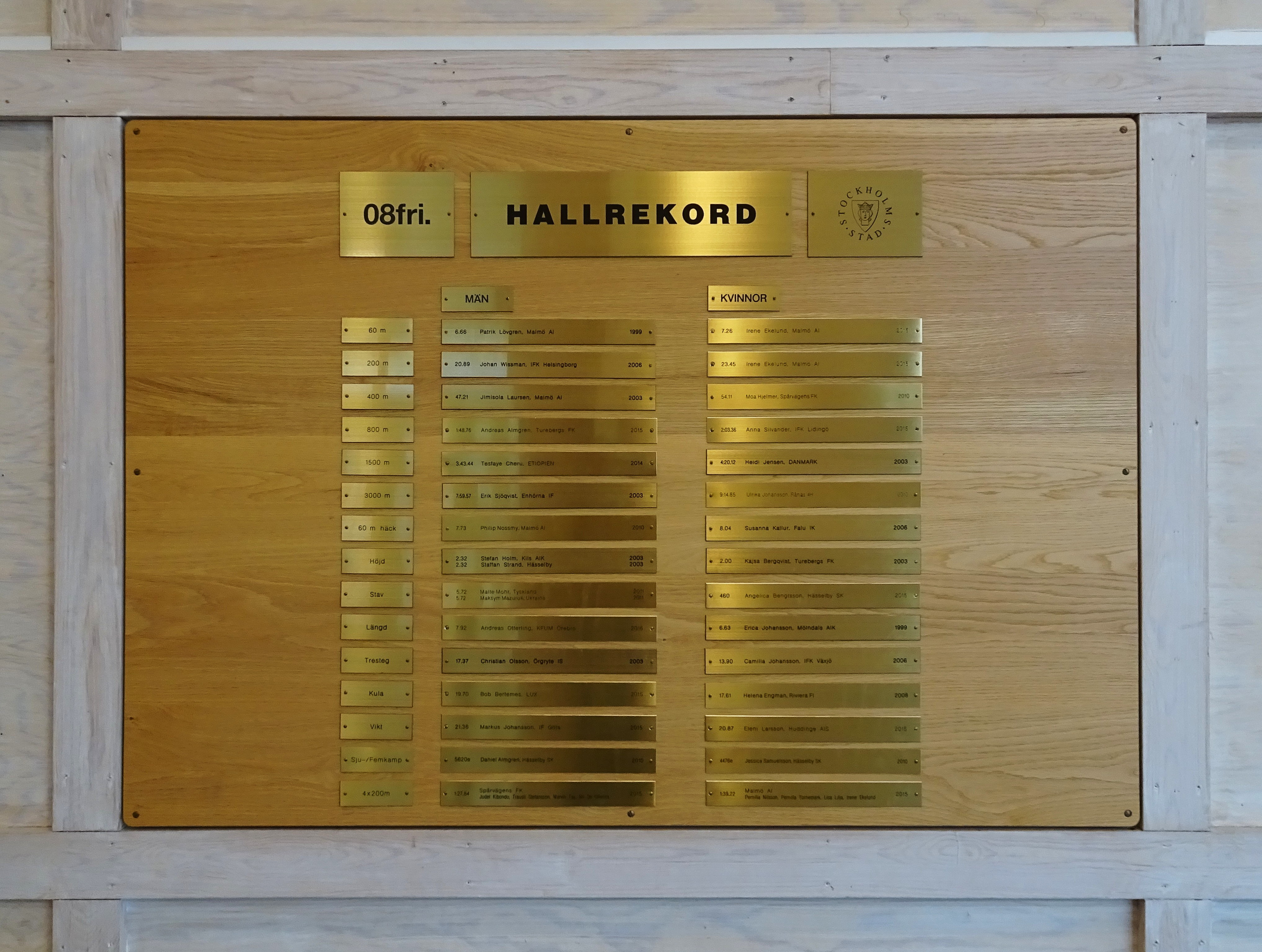
Hallrekord i Sätra friidrottshall 2016.

Hallen uppfördes på ett i stadsplanen för friidrott reserverat område som kallades Sandstugedalen och hörde tidigare till lägenheten Sandstugan. En idrottsplats anlades redan på 1960-talet och olika enklare byggnader på 1970- och 80-talen. 
Första spadtaget skedde i maj 1997 och friidrottshallen invigdes den 21 april 1998. Byggnaden ritades av arkitekterna Ingemar Tommos och Nils-Olof Olsson på Stockholm Konsult, Husbyggnad. Hallen mäter 103×66 meter invändigt och har en yta på 7 000 m². Fasaderna är klädda i liggande, faluröd målad träpanel. Dagsljus släpps in dels genom fönsterband på långsidorna och dels genom ett vertikalt takljus mot norr som utformades som en hajfena och ger byggnaden sitt karakteristiska utseende. Taket bärs upp av sju stycken två meter höga frispännande limträbågar. Utmed sydvästra långsidan finns en läktare med två rader stolar med plats för 350 sittande personer. Totalt kan hallen ta emot en publik av 2 000 personer. I hallens nordvästra del ligger omklädningsrum och ett café.
Hallen förfogar över bland annat en permanent 60 meter sprinterbana, en längdhoppsgrop och en doserad löparbana. Den senare har fyra banor, en längd på 200 meter (motsvarande ett varv), en radie på 18,42 meter och en dosering på som mest 11,3 grader. Samtliga banor har syntetbeläggning bestående av återanvända bildäck. I hallen kan många discipliner i friidrott genomföras, som löpning, häck, stav, längd, tresteg och kula. Den sammanlagda kostnaden för hallen och nödvändiga ombyggnader för anslutande byggnader uppgick till 46 Mkr. Vid hallen ligger sedan tidigare Sätra idrottsplats och Sätrahallen, som öppnade i augusti 2015.

## Bilder

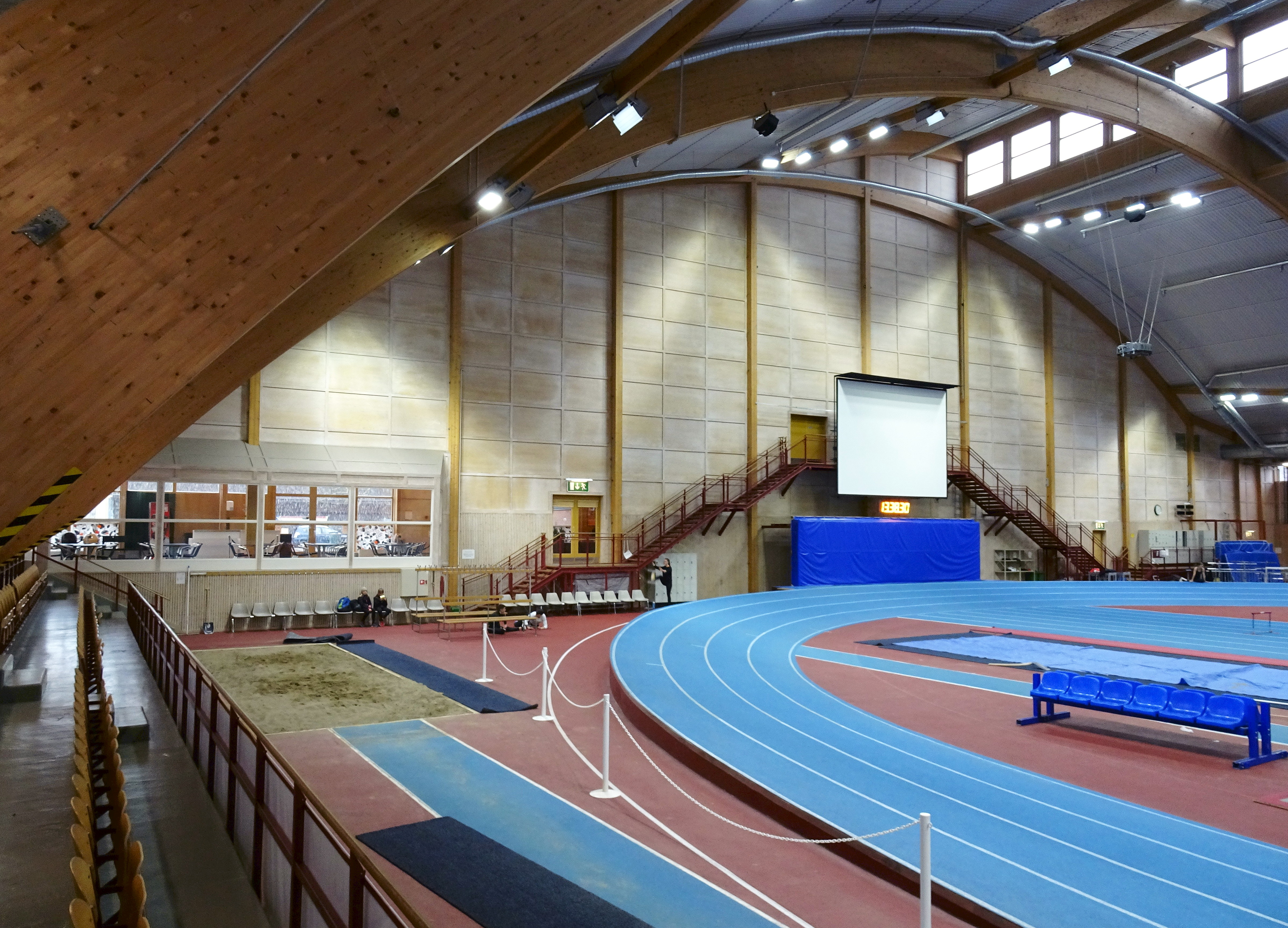
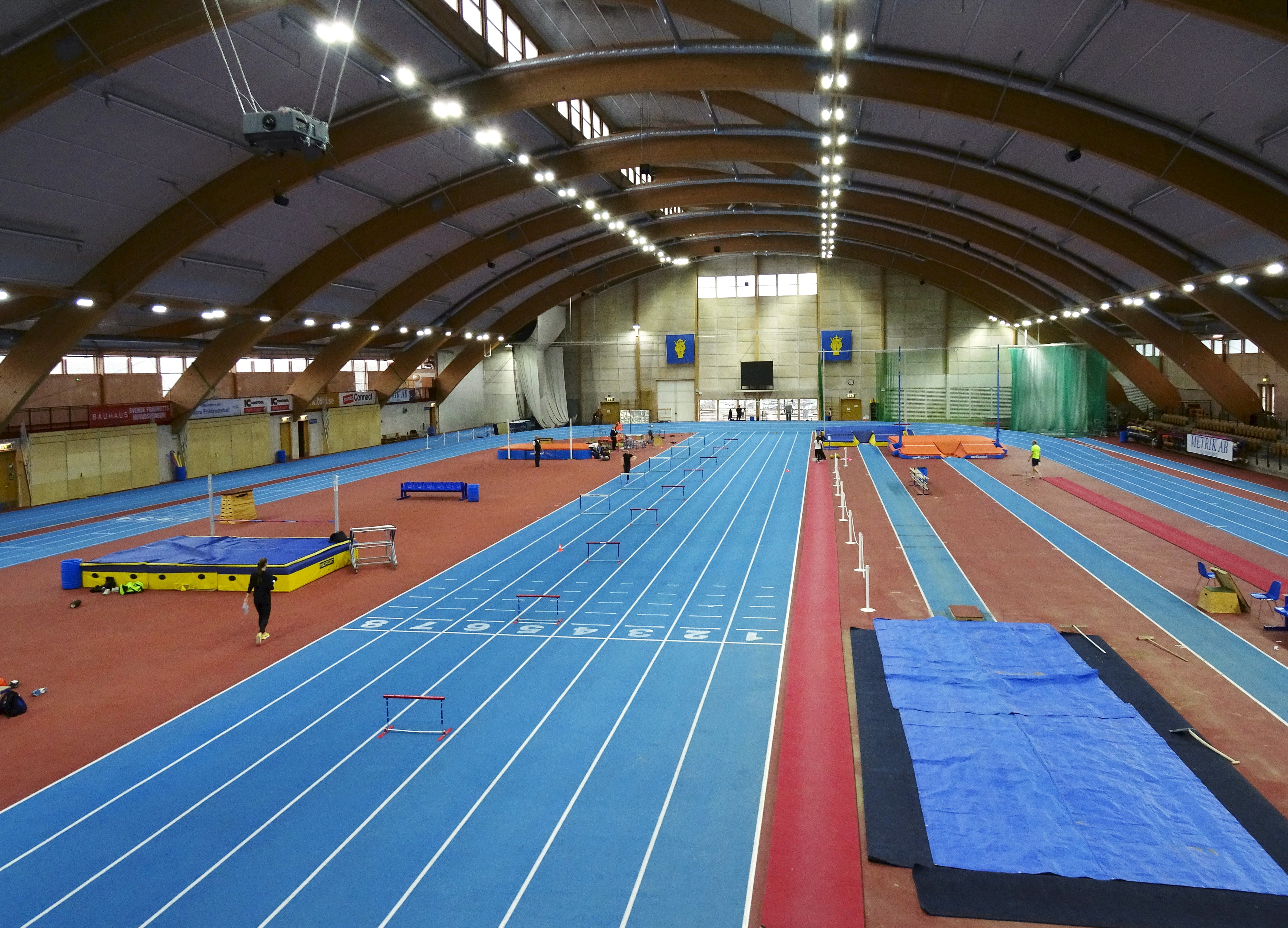
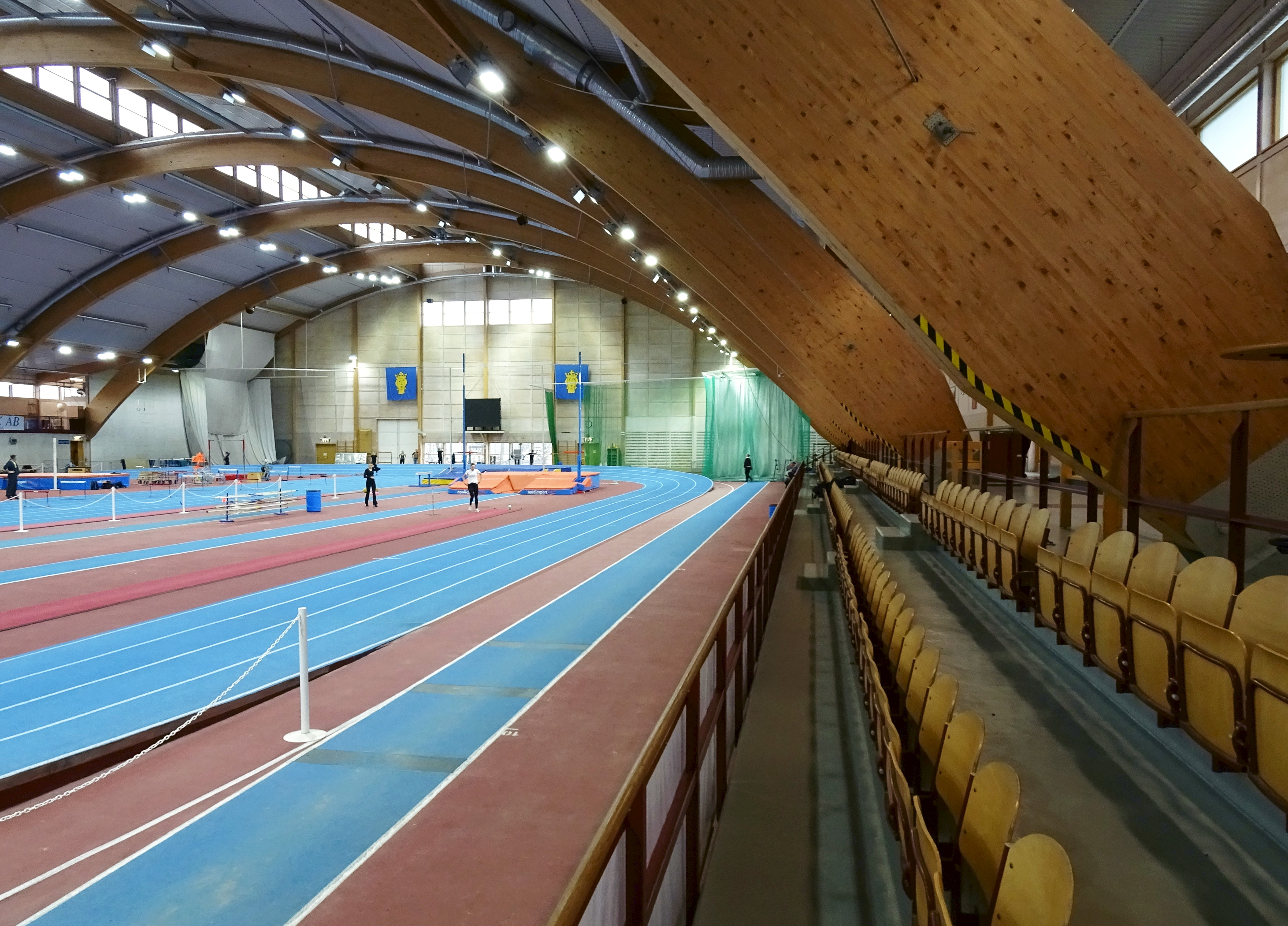
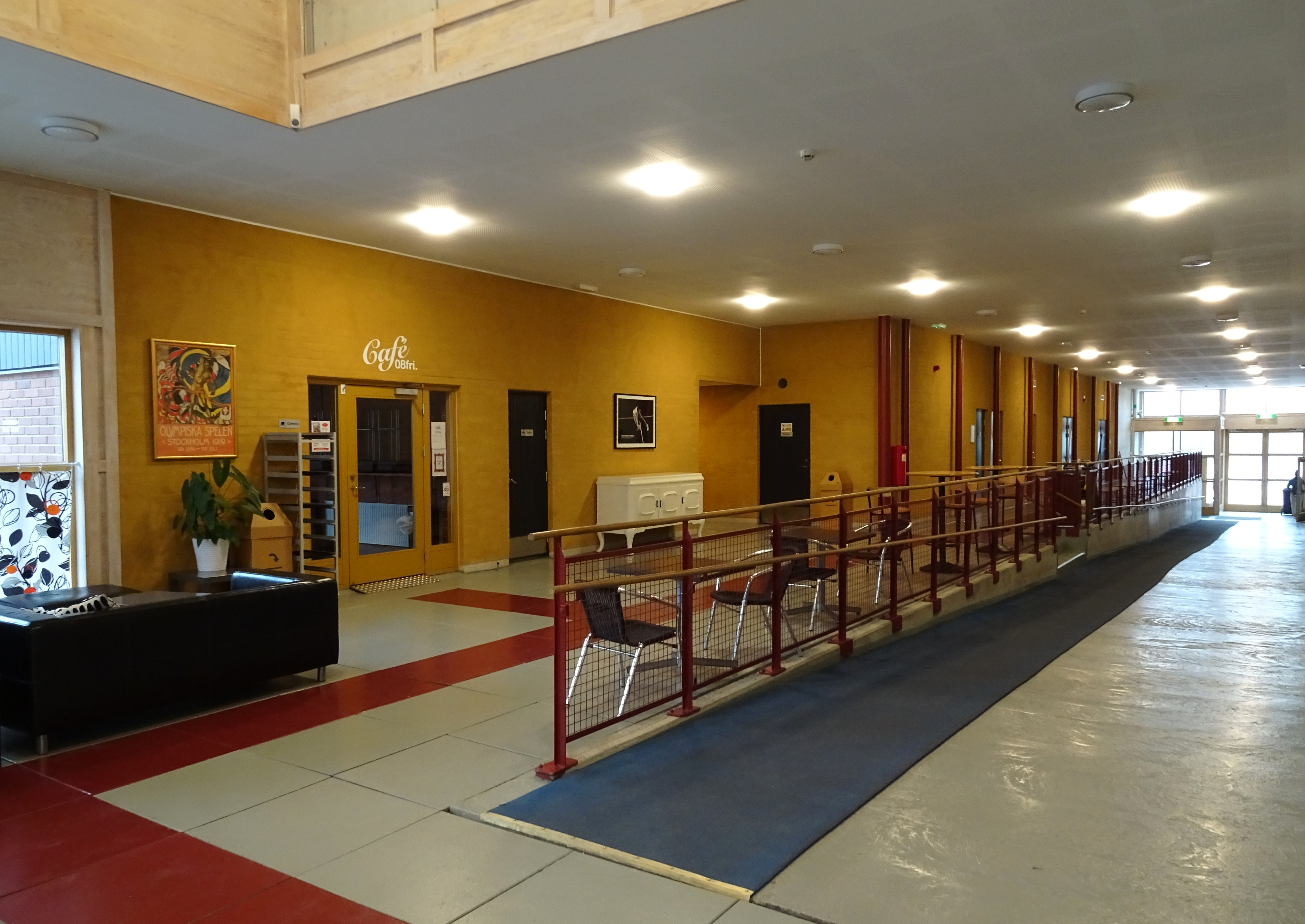